# Arocephalus lakonicus
Arocephalus lakonicus är en insektsart som beskrevs av Dlabola 1980. Arocephalus lakonicus ingår i släktet Arocephalus och familjen dvärgstritar. Inga underarter finns listade i Catalogue of Life.